# Championnats d'Asie d'athlétisme 2019
Navigation
La 23e édition des Championnats d'Asie d'athlétisme se déroule du 21 au 24 avril 2019 à Doha, au Qatar. C’est la première fois que le Qatar accueille ces championnats. Quelques mois avant l'organisation, sur le même site, des Championnats du monde d'athlétisme 2019, c’est une épreuve-test pour leur organisation que Doha va accueillir également pour la première fois.
La Chine domine les compétitions de ces Championnats avec un total de 295 points, devant le Japon (250 points), Bahreïn (189 points) et l’Inde (169 points). Mais au nombre de titres obtenus (« médailles d’or »), c’est Bahreïn qui précède la Chine (11 titres contre 9).

## Résultats

### Hommes
| Épreuves | Or                                                                                   | Argent                                                                           | Bronze                                                                                           |
| --- | ------------------------------------------------------------------------------------ | -------------------------------------------------------------------------------- | ------------------------------------------------------------------------------------------------ |
| 100 m (+ 1,5 m/s) | Yoshihide Kiryū 10 s 10                                                              | Lalu Muhammad Zohri 10 s 13 (NR)                                                 | Wu Zhiqiang 10 s 18 (PB)                                                                         |
| 200 m (+ 1,7 m/s) | Xie Zhenye 20 s 33 (SB)                                                              | Yūki Koike 20 s 55 (SB)                                                          | Salem Eid Yaqoob 20 s 84                                                                         |
| 400 m | Yousef Karam 44 s 84 (NR)                                                            | Abbas Abubakar Abbas 45 s 14 (PB)                                                | Mikhail Litvin 45 s 25 (NR)                                                                      |
| 800 m | Abubaker Haydar Abdalla 1 min 44 s 33 (PB)                                           | Ebrahim al-Zofairi 1 min 46 s 88                                                 | Jamal Hairane 1 min 47 s 27                                                                      |
| 1 500 m | Abraham Rotich 3 min 42 s 85 (SB)                                                    | Ajay Kumar Saroj 3 min 43 s 18                                                   | Adam Ali Mousab 3 min 43 s 18 (SB)                                                               |
| 5 000 m | Birhanu Balew 13 min 37 s 42                                                         | Albert Rop 13 min 37 s 57                                                        | Hiroki Matsueda 13 min 45 s 44                                                                   |
| 10 000 m | Dawit Fikadu 28 min 26 s 30 (PB)                                                     | Hassan Chani 28 min 31 s 30 (SB)                                                 | Gavit Murli Kumar 28 min 38 s 34 (PB)                                                            |
| 110 m haies (+ 1,7 m/s) | Xie Wenjun 13 s 21 (CR, PB)                                                          | Yaqoub al-Youha 13 s 35 (NR)                                                     | Chen Kuei-Ru 13 s 39 (=NR)                                                                       |
| 400 m haies | Abderrahman Samba 47 s 51 (CR)                                                       | Chen Chieh 48 s 92 (PB)                                                          | Jabir Madari Pillyalil 49 s 13 (PB)                                                              |
| 3 000 m steeple | John Koech 8 min 25 s 87                                                             | Avinash Sable 8 min 30 s 19                                                      | Kazuya Shiojiri 8 min 32 s 25 (SB)                                                               |
| 4 × 100 m | Thaïlande Ruttanapon Sowan Bandit Chuangchai Jirapong Meenapra Siripol Punpa 38 s 99 | Taipei chinois Wei Yi-Ching Wang Wei-Hsu Yang Chun-Han Lin Hung-Min 39 s 18 (SB) | Oman Mohamed al-Balushi Barakat al-Harthi Mohamed al-Saadi Ammar al-Saifi 39 s 36 (NR)           |
| 4 × 400 m | Japon Julian Walsh Kentarō Satō Rikuya Ito Kota Wakabayashi 3 min 2 s 94 (SB)        | Chine Lu Zhiquan Wu Lei Yang Lei Wu Yuang 3 min 3 s 55 (NR)                      | Qatar Ashraf Hussein Osman Abubaker Haydar Abdalla Bassem Hemeida Abderrahman Samba 3 min 3 s 95 |
| Saut en hauteur | Majd Eddin Ghazal 2,31 m (=WL)                                                       | Takashi Etō 2,29 m                                                               | Naoto Tobe 2,26 m                                                                                |
| Saut à la perche | Ernest Obiena 5,71 m (CR, NR)                                                        | Zhang Wei 5,66 m (PB)                                                            | Huang Bokai 5,66 m (SB)                                                                          |
| Saut en longueur | Yūki Hashioka 8,22 m (=WL)                                                           | Zhang Yaoguang 8,13 m (SB)                                                       | Huang Changzhou 7,97 m (SB)                                                                      |
| Triple saut | Ruslan Kurbanov 16,93 m (PB)                                                         | Zhu Yaming 16,87 m (v.f.)                                                        | Xu Xiaolong 16,81 m                                                                              |
| Lancer du poids | Tejinder Pal Singh Toor 20,22 m (SB)                                                 | Wu Jiaxiang 20,03 m (PB)                                                         | Ivan Ivanov 19,09 m                                                                              |
| Lancer du disque | Ehsan Haddadi 65,95 m (CR)                                                           | Behnam Shiri 60,89 m                                                             | Musaeb al-Momani 58,27 m                                                                         |
| Lancer du marteau | Dilshod Nazarov 76,14 m (SB)                                                         | Ashraf Amgad el-Seify 73,76 m                                                    | Suhrob Khodjaev 72,85 m                                                                          |
| Lancer du javelot | Cheng Chao-Tsun 86,72 m (WL, CR)                                                     | Shivpal Singh 86,23 m (PB)                                                       | Ryōhei Arai 81,93 m                                                                              |
| Décathlon | Keisuke Ushiro 7 872 pts (SB)                                                        | Majed Radhi al-Sayed 7 838 pts (NR)                                              | Akihiko Nakamura 7 837 pts                                                                       |
| Records et Performances - AR : Record continental (area record) - CR : Record des championnats (championship record) - MR : Record du meeting (meet record) - NR : Record national (national record) - OR : Record olympique (olympic record) - PR : Record paralympique (paralympic record) - PB : Record personnel (personal best) - SB : Meilleure performance personnelle de la saison (season's best) - WL : Meilleure performance mondiale de l'année (world leader) - WJR : Record du monde junior (world junior record) - WR : Record du monde (world record) Circonstances et Conditions - DNF : N'a pas terminé (did not finish) - DNS : N'a pas pris le départ (did not start) - DQ : Disqualification (disqualification) - NM : Aucun essai valable enregistré (No Mark) - Q : Qualifié « directement » au prochain tour (ou à la prochaine compétition), lors d'une compétition majeure, grâce au classement ou à la réalisation des minima (automatic qualifier) - q : Qualifié au prochain tour (ou à la prochaine compétition), lors d'une compétition majeure, grâce au repêchage ou à la réalisation de l'une des meilleures performances parmi celles des « non qualifiés directement » (grâce au meilleur temps ou à la meilleure distance par exemple) (secondary qualifier) |                                                                                      |                                                                                  |                                                                                                  |

### Femmes
| Épreuves | Or                                                                                             | Argent                                                                                 | Bronze                                                                           |
| --- | ---------------------------------------------------------------------------------------------- | -------------------------------------------------------------------------------------- | -------------------------------------------------------------------------------- |
| 100 m (+1,8 m/s) | Olga Safronova 11 s 17 (CR, SB)                                                                | Liang Xiaojing 11 s 28                                                                 | Wei Yongli 11 s 37                                                               |
| 200 m (+1,2 m/s) | Salwa Eid Naser 22 s 74 (CR)                                                                   | Olga Safronova 22 s 87 (SB)                                                            | Dutee Chand 23 s 24                                                              |
| 400 m | Salwa Eid Naser 51 s 34 (SB)                                                                   | Elina Mikhina 53 s 19 (SB)                                                             | M. R. Poovamma 53 s 21                                                           |
| 800 m | Gomathi Marimuthu DQ                                                                           | Wang Chunyu 2 min 2 s 96 (SB)                                                          | Margarita Mukasheva 2 min 3 s 83 (SB)                                            |
| 1 500 m | P. U. Chitra 4 min 14 s 56                                                                     | Tigist Gashaw 4 min 14 s 81                                                            | Winfred Yavi 4 min 16 s 18 (SB)                                                  |
| 5 000 m | Winfred Yavi 15 min 28 s 87 (PB)                                                               | Bontu Rebitu 15 min 29 s 60 (SB)                                                       | Parul Chaudhary 15 min 36 s 03 (PB)                                              |
| 10 000 m | Shitaye Eshete 31 min 15 s 62 (CR)                                                             | Hitomi Niiya 31 min 22 s 63 (SB)                                                       | Sanjivani Jadhav 32 min 44 s 96 (PB) Xia Yuyu 33 min 02 s 31 (PB)                |
| 110 m haies | Ayako Kimura 13 s 13                                                                           | Chen Jiamin 13 s 24 (PB)                                                               | Masumi Aoki 13 s 28                                                              |
| 400 m haies | Quách Thị Lan 56 s 10 (SB)                                                                     | Aminat Yusuf Jamal 56 s 39 (SB)                                                        | Sarita Gayakwad 57 s 22                                                          |
| 3 000 m steeple | Winfred Yavi 9 min 46 s 18 (SB)                                                                | Xu Shuangshuang 9 min 51 s 76 (SB)                                                     | Tigest Mekonen 9 min 53 s 96 (SB)                                                |
| 4 × 100 m | Chine Liang Xiaojing Wei Yongli Kong Lingwei Ge Manqi 42 s 87 (CR)                             | Kazakhstan Rima Kashafutdinova Elina Mikhina Svetlana Golendova Olga Safronova 43 s 36 | Bahreïn Edidiong Odiong Iman Essa Jassim Hajar al-Khaldi Salwa Eid Naser 43 s 61 |
| 4 × 400 m | Bahreïn Aminat Yusuf Jamal Iman Essa Jassim Zainab Mohammed Salwa Eid Naser 3 min 32 s 10 (SB) | Inde Prachi M. R. Poovamma Sarita Gayakwad V. K. Vismaya 3 min 32 s 21 (SB)            | Japon Mae Hirosawa Seika Aoyama Konomi Takeishi Yuna Iwata 3 min 34 s 88         |
| Saut à la perche | Li Ling 4,61 m (SB)                                                                            | Xu Huiqin 4,36 m (SB)                                                                  | Natalie Uy 4,20 m                                                                |
| Saut en longueur | Lu Minjia 6,38 m (SB)                                                                          | Ayaka Kōra 6,16 m                                                                      | Yua Ya Xin 6,15 m                                                                |
| Triple saut | Parinya Chuaimaroeng 13,72 m (SB)                                                              | Zeng Rui 13,65 m                                                                       | Vidusha Lakshani 13,53 m                                                         |
| Saut en hauteur | Nadiya Dusanova 1,90 m                                                                         | Nadezhda Dubovitskaya 1,88 m (PB)                                                      | Svetlana Radzivil 1,88 m                                                         |
| Lancer du poids | Gong Lijiao 19,18 m (SB)                                                                       | Noora Salem Jasim 18,00 m (NR)                                                         | Song Jiayuan 17, 70 m                                                            |
| Lancer du disque | Feng Bin 65,36 m (CR, PB)                                                                      | Chen Yang 61,87 m                                                                      | Subenrat Insaeng 58,20 m                                                         |
| Lancer du marteau | Wang Zheng 75,66 m (CR, SB)                                                                    | Luo Na 72,23 m                                                                         | Akane Watanabe 63,54 m                                                           |
| Lancer du javelot | Lü Huihui 65,83 m (CR)                                                                         | Annu Rani 60,22 m                                                                      | Natta Nachan 56,01 m (PB)                                                        |
| Heptathlon | Yekaterina Voronina 6 198 pts (SB)                                                             | Swapna Barman 5 993 pts (SB)                                                           | Wang Qingling 5 829 pts                                                          |
| Records et Performances - AR : Record continental (area record) - CR : Record des championnats (championship record) - MR : Record du meeting (meet record) - NR : Record national (national record) - OR : Record olympique (olympic record) - PR : Record paralympique (paralympic record) - PB : Record personnel (personal best) - SB : Meilleure performance personnelle de la saison (season's best) - WL : Meilleure performance mondiale de l'année (world leader) - WJR : Record du monde junior (world junior record) - WR : Record du monde (world record) Circonstances et Conditions - DNF : N'a pas terminé (did not finish) - DNS : N'a pas pris le départ (did not start) - DQ : Disqualification (disqualification) - NM : Aucun essai valable enregistré (No Mark) - Q : Qualifié « directement » au prochain tour (ou à la prochaine compétition), lors d'une compétition majeure, grâce au classement ou à la réalisation des minima (automatic qualifier) - q : Qualifié au prochain tour (ou à la prochaine compétition), lors d'une compétition majeure, grâce au repêchage ou à la réalisation de l'une des meilleures performances parmi celles des « non qualifiés directement » (grâce au meilleur temps ou à la meilleure distance par exemple) (secondary qualifier) |                                                                                                |                                                                                        |                                                                                  |

### Mixte
| Épreuves | Or                                                                                      | Argent                                                                     | Bronze                                                                        |
| --- | --------------------------------------------------------------------------------------- | -------------------------------------------------------------------------- | ----------------------------------------------------------------------------- |
| 4 x 400 m mixte | Bahreïn Musa Isah Aminat Yusuf Jamal Salwa Eid Naser Abbas Abubakar Abbas 3 min 15 s 75 | Inde Mohammad Anas M. R. Poovamma V. K. Vismaya Arokia Rajiv 3 min 16 s 47 | Japon Kota Wakabayashi Konomi Takeishi Mayu Inaoka Kentarō Satō 3 min 20 s 29 |
| Records et Performances - AR : Record continental (area record) - CR : Record des championnats (championship record) - MR : Record du meeting (meet record) - NR : Record national (national record) - OR : Record olympique (olympic record) - PR : Record paralympique (paralympic record) - PB : Record personnel (personal best) - SB : Meilleure performance personnelle de la saison (season's best) - WL : Meilleure performance mondiale de l'année (world leader) - WJR : Record du monde junior (world junior record) - WR : Record du monde (world record) Circonstances et Conditions - DNF : N'a pas terminé (did not finish) - DNS : N'a pas pris le départ (did not start) - DQ : Disqualification (disqualification) - NM : Aucun essai valable enregistré (No Mark) - Q : Qualifié « directement » au prochain tour (ou à la prochaine compétition), lors d'une compétition majeure, grâce au classement ou à la réalisation des minima (automatic qualifier) - q : Qualifié au prochain tour (ou à la prochaine compétition), lors d'une compétition majeure, grâce au repêchage ou à la réalisation de l'une des meilleures performances parmi celles des « non qualifiés directement » (grâce au meilleur temps ou à la meilleure distance par exemple) (secondary qualifier) |                                                                                         |                                                                            |                                                                               |